# 陰毛

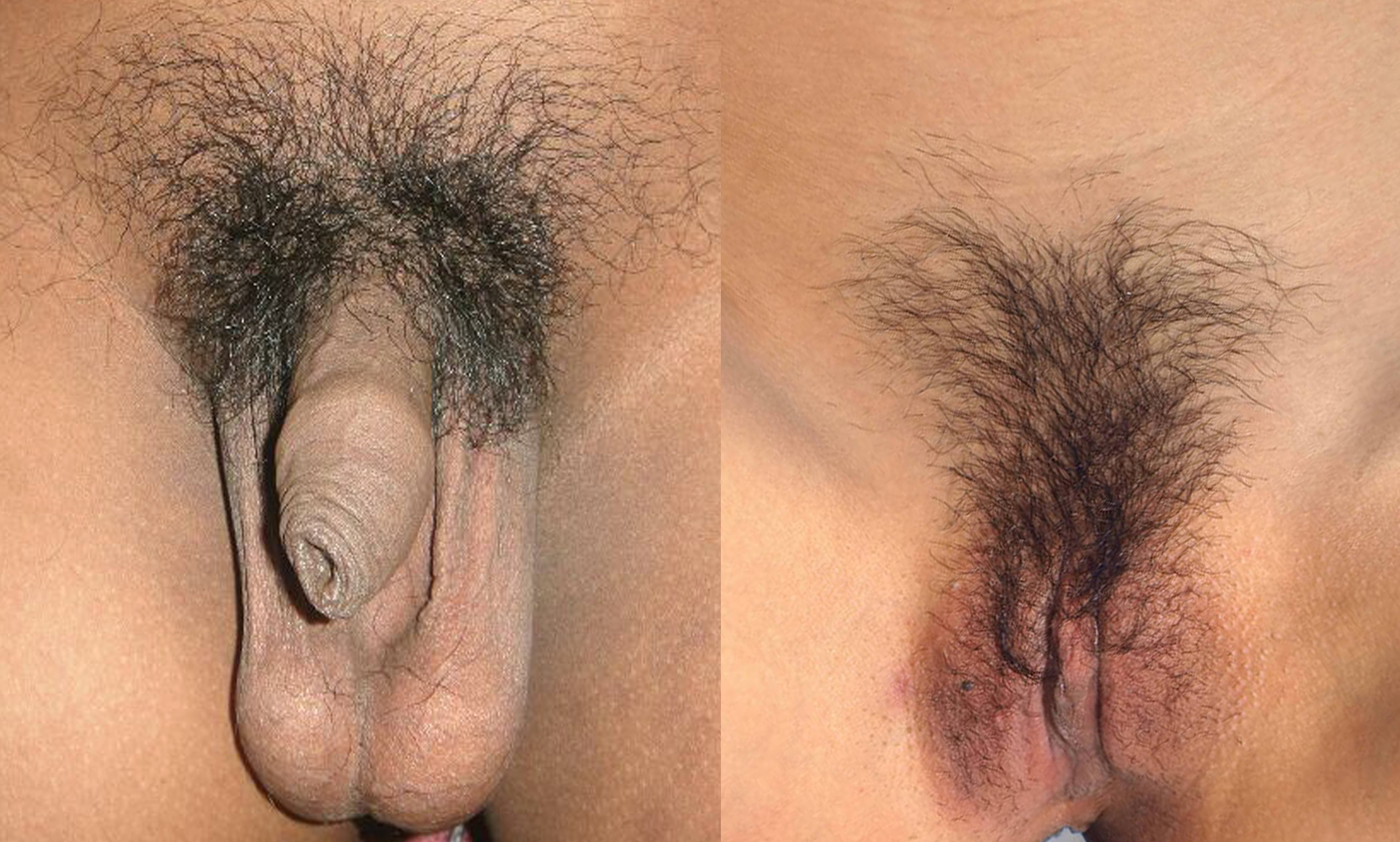
男性的陰毛（左）/ 女性的陰毛（右）

陰毛（英語：pubic hair），是生長在人類外生殖器、恥骨聯合和大腿內側上的毛髮。

## 陰毛的發展
據《金赛报告》，女性陰毛的發生最早出現在7歲，最晚20歲，極少數沒有陰毛。現代生活營養豐富，很多少女9歲時已有陰毛出現，大半在13、14歲已達成人的陰毛狀態及乳房已近發育完成，13、14歲逐漸發達，19到21歲幾乎已完全成長。陰毛與乳房的發育屬於漸進性，在月經初潮來臨時，陰毛開始明顯，乳房則約在初潮後一年才開始發達，腋毛也約略如此。
在青春期時，男孩和女孩的陰部都長有柔毛（第一階段）。而青春期來臨時，雌雄激素水平上升，陰部的皮膚開始長出較粗和生長得較快的毛髮，而且通常都是捲曲的成種人類毛囊的轉變是很突然的，而且有幾年的時間之內，陰毛所覆蓋的範圍亦漸漸增大。
對於大部份女性，陰毛首先沿著大陰唇的邊緣生長（第二階段），然後在接著的兩年內在陰阜上向前蔓延（第三階段）。而在第三年（大約是初潮的時候），陰部的三角地帶就已被陰毛濃密覆蓋。而在之後的兩年，很多年輕女性的大腿內側亦會長有陰毛。有些女性的陰毛甚至長到接近肚臍的地方。
而對於男性，陰毛首先稀疏的出現於陰囊和陰莖的根部（第二階段），然後在接下來的第一年內，陰毛便會變得很多（第三階段），而在三至四年，陰毛便覆蓋整個陰部（第四階段）。在第五年，陰毛便會蔓延至大腿內側及接近肚臍的地方（第五階段）。
雖然陰毛被視為青春期的一部份，但陰毛的發展跟性器官的發展是獨立的。而事實上，就算卵巢或睪丸有缺陷和不能運作，陰毛仍然可以生長。

## 陰毛的形態

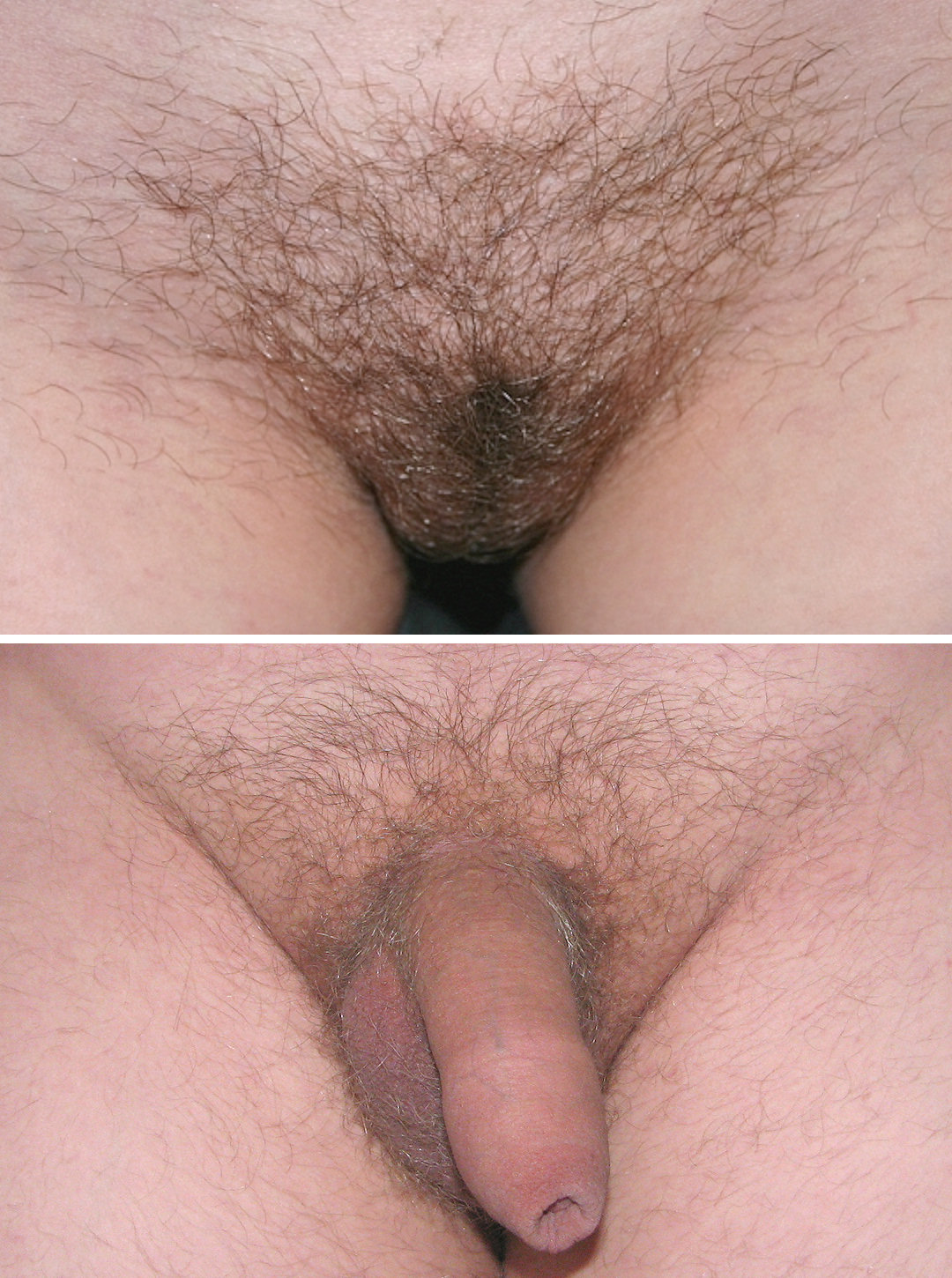
白人女性（上）和男性（下）的陰毛

陰毛的顏色，質地和捲曲量因人而異。有些人較濃密粗糙，有些人較稀疏柔軟。顏色與頭髮的顏色有很大區別。大部份人的都是比較深色的，但亦有少部份人的比較淺色。
與身體其他毛髮一樣，陰毛亦可以被蝨（陰蝨）寄生。

### 女性
女性陰毛通常呈倒三角形狀。

### 男性
男性陰毛顏色同鬍鬚較相似。且會長出倒三角範圍外，常生長至大腿內側、肚臍、臀部、陰囊，故陰毛與腹毛之間無明顯界線。

## 陰毛的作用
一般相信，陰毛的作用是為了減少陰部在兩性進行性交時所產生的摩擦而造成的損傷。而在天然選擇過程中，陰毛亦可能標示該生物的生理已經成熟，身體做好了交配的準備。而陰毛和身體其他部份的毛髮亦可使性交的過程較流暢和舒適。陰毛还有防止日曬的作用，因為生殖器外表乃非常嬌嫩的皮膚，若無陰毛的遮蔽陽光，則人類的生殖器容易受陽光傷害。有部分女性指出除去陰毛後，小便時尿液會沿著陰唇流到大腿內側，因此相信女性陰毛具有引流的功能，可將尿液匯聚往同一方向集中；一旦沒有毛髮的導流，液體便容易不規則亂竄。

## 文化

### 大眾媒體
陰毛的照片及影像被一部分的人視為敏感影像，於公眾媒體播放時、通常會經過馬賽克處理。但也有一部分的人認為陰毛等同於身體其他部份的毛髮，並不會被視為猥褻。

### 陰毛的修剪
在伊斯兰的文明中，阴毛被认为是不乾净的，在朝拜之前必须剔除阴毛。在其他文明中，亦存在修剪阴毛的传统。就修剪方式而言，可分为两种，一种是仅去处皮肤表面的毛发，例如使用剃刀；另一种是破坏毛囊从而彻底阻止毛发的生长。

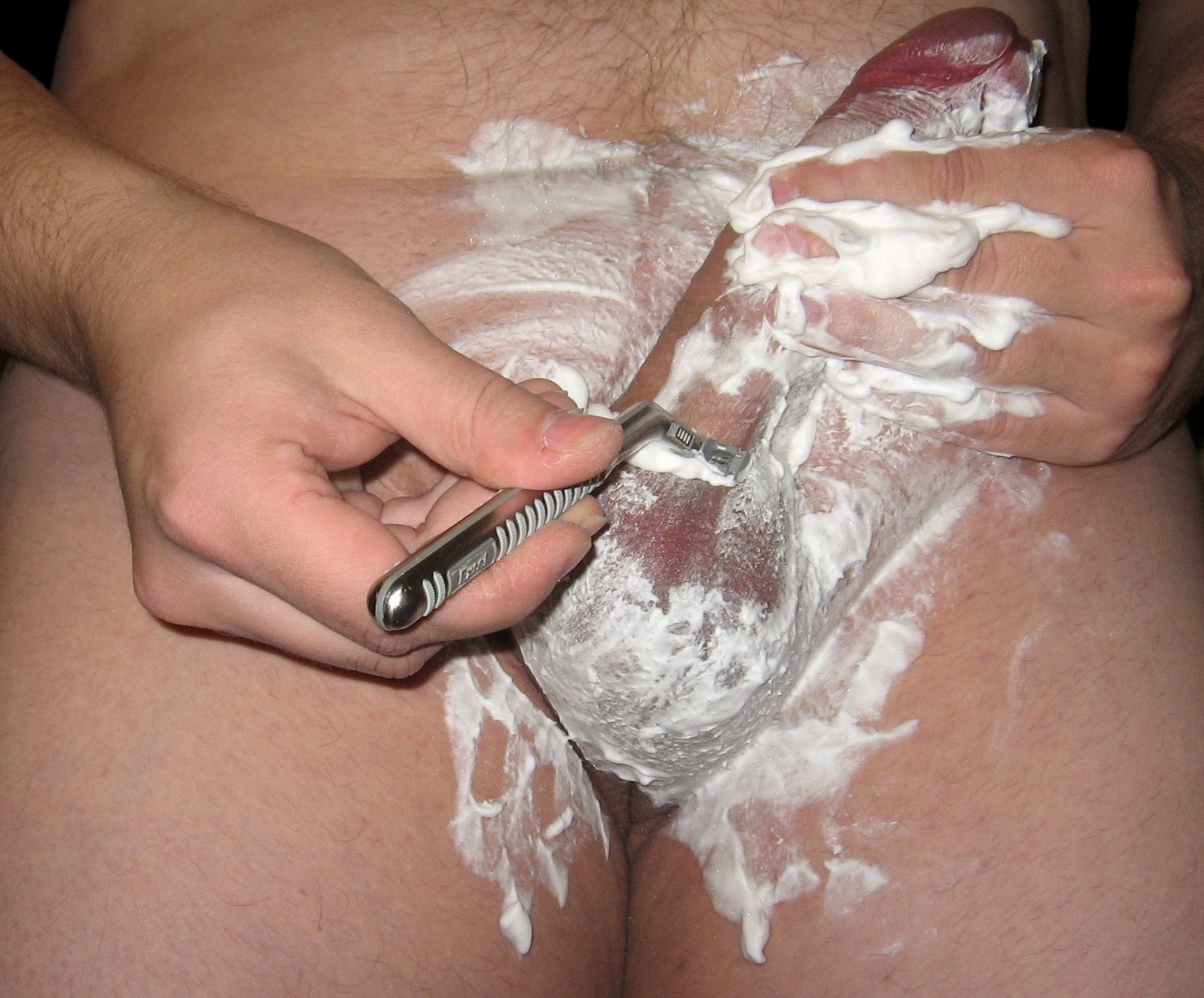
一名男性刮除自己的陰毛

### 其他
陰毛可以製作毛筆。